# Tulio Díaz
Tulio Díaz Babier (* 1. června 1960) je bývalý kubánský sportovní šermíř, který se specializoval na šerm fleretem. Kubu reprezentoval v osmdesátých a devadesátých letech. Na olympijských hrách startoval v roce 1992 v soutěži družstev. Politický režim na Kubě mu neumožnil startovat na olympijských hrách 1984 a 1988. V roce 1986 obsadil druhé místo na mistrovství světa v soutěži jednotlivců. S kubánským družstvem fleretistů vybojoval na olympijských hrách 1992 stříbrnou olympijskou medaili a v roce 1991 titul mistrů světa.